# ویسکیتنا
ویسکیتنا (به چکی: Vyskytná) یک منطقهٔ مسکونی در جمهوری چک است که در شهرستان پلهرژیموف واقع شده‌است.
 ویسکیتنا ۱۴٫۶۸ کیلومتر مربع مساحت و ۷۰۹ نفر جمعیت دارد و ۶۱۳ متر بالاتر از سطح دریا واقع شده‌است.

## خواهرخوانده
شهر Brenzikofen خواهرخواندهٔ ویسکیتنا هست.